# Calle San Eloy (Sevilla)
La calle San Eloy es una vía pública de la ciudad española de Sevilla.

## Descripción
La vía nace de la calle Santa María de Gracia y discurre, angosta en todo su trayecto, hasta desembocar en Bailén. El título lo debe al antiguo hospital de San Eligio o San Eloy, que estaba allí situado. Aparece descrita en la Noticia histórica del origen de los nombres de las calles de esta ciudad de Sevilla (1839) de Félix González de León con las siguientes palabras:

Calle de S. Eloy. Esta calle conserva el nombre del antiguo hospital que huvo en ella dedicado á san Eligio, ó Eloy, el cual en el año de 1587 cuando la reducion general de hospitales, se reunió al del Amor de Dios al que pasaron sus rentas y efectos. A lo que entiendo este hospital se fundó en alguna capilla que existia antes de la conquista, ó como tal capilla para el uso de los cristianos que vivían entre los moros, ó que se consagró y habilitó en los dias que mediaron desde la capitulacion de la ciudad á la entrada triunfante que hizo en ella san Fernando, porque en la casa de este hospital que compraron é incorporaron en el convento que estaban fabricando los padres Diaguinos, cuando vinieron á vivir al edificio de san Antonio Abad; habia una pieza como capilla, toda cubierta de preciosos alicates ó azulejos, y en uno de estos se leia, y yo ví y copié este letrero. En esta capilla se dijo la primera misa el dia que entró san Fernando en esta ciudad año de 1248. No he visto otro documento, ni otra noticia, ni otra memoria de semejante acontecimiento: es verdad que este es bastante, pues este suceso no es puramente histórico para que los escritores lo refieran, y los caracteres eran bastante antiguos, sin que obste á la antiguedad el título de santo que le da á san Fernando, pues sabemos que santo se le llamó desde su muerte. En esta calle estuvo el teatro de comedias desde el dia 25 de Diciembre de 1767, en que se estrenó, hasta el 29 de Junio de 1778 en que se cerró por acuerdo del Ayuntamiento, el cual acordó que no hubiese comedias en esta capital. Cuyo edificio (que despues se derribó) estaba enfrente de la calle de San Roque. En dicho año de 1767 se estableció un colegio de cómicos, bajo la inspeccion del señor asistente; pero no averiguo si en el mismo teatro ó en otro sitio. La calle pertenece al cuartel A y á la parroquia de la Magdalena; es angosta pero derecha y larga, tiene buenas casas de habitacion y pasa desde levante à poniente de la calle de la Campana, á la del Domitorio de san Pablo.
(González de León, 1839, pp. 167-168)